# Donatella Versace
Donatella Versace (* 2. května 1955 Reggio di Calabria) je italská módní návrhářka, současná viceprezidentka skupiny Versace a hlavní návrhářka firmy. Vlastní 20 procent celkového majetku kapitálového trhu Versace. Byla vdaná za amerického modela Paula Becka.

## Život
Narodila se v roce 1955 v Itálii jako nejmladší ze čtyř dětí. Její otec byl obchodník a matka byla švadlenou. Její starším bratrem byl Gianni Versace. Vystudovala literaturu na univerzitě ve Florencii.
V polovině roku 1970 následovala svého staršího bratra s cílem pokračovat v úpletu designu ve Florencii. V těchto letech se chtěla původně coby mladá ambiciózní žena pracovat pro svého bratra Gianniho v oddělení pro styk s veřejností, ale spíše se pro něho stala jakousi múzou, inspirativní éterickou bytostí a zároveň bystrým poradcem i kritikem v jeho práci.
Postupně s tím, jak profesně rostla po Giovanniho boku, stala se v módním průmyslu značně proslulou. V osmdesátých letech pro ni Gianni dokonce vytvořil parfém s názvem „Blonde“ a zároveň ji nechal pracovat na její vlastní módní kampani s názvem Versus.

## Kariéra
Donatella je proslulá tím, že pro prezentaci svých modelů ráda využívá známých tváří světových celebrit místo neznámých modelek. Díky svým schopnostem dovedla značku Versace bezkonkurenčně prosadit po celé Evropě a Spojených státech. Její popularita vzrostla, když navrhla slavné Versace zelené šaty, známé také jako „Jungle-Dress“, které si oblékla Jennifer Lopez na Grammy v roce 2000.

### Úspěchy
Už rok po smrti Gianniho uvedla svou první couture kolekci v hotelu Ritz v Paříži a na Giovanniho počest dodržela všechny jeho obvyklé show-prvky, jako je skleněné molo nad vodní hladinou hotelového bazénu. Ráda pořádá třpytivé večírky a jejími oblíbenými hosty jsou Lady Gaga, Elton John, Liz Hurley, Kate Moss a dokonce se na jednom z večírků objevil i v té době princ Charles, dnes panovník Velké Británie král Karel III.
Společnost Versace vytvořila velký, luxusní Palazzo Versace středisko na Gold Coast v Austrálii. Dále světově nejvyšší budova Burdž Chalífa, v Dubaji, se může pochlubit širokou kolekcí nábytku a ložního prádla Versace.
V říjnu roku 2002 byl Gianni a Donatella oceněni za mimořádný světový módní úspěch, díky expozici s oblečením značky Versace v historickém Victoria and Albert Museum v Londýně.
V roce 2008 Donatella byla čestným předsedou na Fashion Fringe v Londýně, kde mohla soudit nastávající návrhářské talenty. V roce 2009 Donatellu požádal Christopher Kane, aby oživila kampaň Versus, kterou odstartoval její bratr Gianni. Tento pár úspěšně značku oživil, která je významným hráčem na programu Fashion Weeks.